# Poliśke (obwód chmielnicki)
Poliśke (ukr. Поліське) – wieś na Ukrainie, w obwodzie chmielnickim, w rejonie szepetowskim, w hromadzie Zasław. W 2023 liczyła 434 mieszkańców.